# John Milton Miller
John Milton Miller (Hanover, 22 de junho de 1882 — 17 de maio de 1962) foi um engenheiro eletrônico estadunidense.